# 구지라나미촌
구지라나미촌(鯨波村)은 니가타현 가리와군에 있던 촌이다. 

## 역사
- 1889년 4월 1일 - 정촌제 시행에 수반해 가리와군 구지라나미촌이 성립하였다.
- 1940년 4월 1일 - 가리와군 가시와자키정에 편입되어 소멸하였다.

## 참고문헌
- 『市町村名変遷辞典』東京堂出版、1990年。
- 『ふるさと鯨波』鯨波公民館、1995年。